# Couthenans
Couthenans település Franciaországban, Haute-Saône megyében. Lakosainak száma 714 fő (2022. január 1.). Couthenans Luze, Coisevaux és Héricourt községekkel határos.

## Népesség
A település népességének változása:
| Lakosok száma | 761  | 748  | 753  | 730  | 718  | 707  | 719  | 718  | 714  |
|               | 2013 | 2015 | 2016 | 2017 | 2018 | 2019 | 2020 | 2021 | 2022 |